# Liste der Baudenkmäler in Daiting
Auf dieser Seite sind die Baudenkmäler in der schwäbischen Gemeinde Daiting zusammengestellt. Diese Tabelle ist eine Teilliste der Liste der Baudenkmäler in Bayern. Grundlage ist die Bayerische Denkmalliste, die auf Basis des Bayerischen Denkmalschutzgesetzes vom 1. Oktober 1973 erstmals erstellt wurde und seither durch das Bayerische Landesamt für Denkmalpflege geführt wird. Die folgenden Angaben ersetzen nicht die rechtsverbindliche Auskunft der Denkmalschutzbehörde.

## Baudenkmäler nach Ortsteilen

### Daiting
| Lage                                           | Objekt                             | Beschreibung | Akten-Nr.             | Bild           |
| ---------------------------------------------- | ---------------------------------- | --- | --------------------- | -------------- |
| Sankt-Martin-Straße 6 (Standort)               | Einfriedung des Pfarrgartens       | verputzte Mauer mit Strebepfeilern im Osten und Ziegelabdeckung, 18. Jahrhundert | D-7-79-129-4 Wikidata | BW             |
| Sankt-Martin-Straße 8 (Standort)               | Katholische Pfarrkirche St. Martin | Chorturmkirche, einschiffiges Langhaus mit Giebelgesimsen im Westen, eingezogenem Rechteckschor im gedrungenen Turm mit Satteldach, Sakristeianbauten im Osten sowie im nördlichen Chorwinkel und Westvorzeichen, Turm 1527, gegen 1735 Kirchenschiff und Sakristei neu oder über alten Resten errichtet, 1820 nach Westen verlängert; mit Ausstattung; Friedhofsmauer, mit Strebepfeilern im Süden, wohl 18. Jahrhundert | D-7-79-129-1 Wikidata | weitere Bilder |
| Buch, 1,5 km westlich des Ortes (Standort)     | Wegkapelle                         | rechteckiges Gehäuse mit Satteldach und stichbogiger Öffnung, 2. Hälfte 19./1. Viertel 20. Jahrhundert | D-7-79-129-7 Wikidata | BW             |
| Hirsch, an der Straße nach Buchdorf (Standort) | Wegkapelle                         | rechteckiges Gehäuse mit Satteldach und rundbogiger Öffnung, 2. Hälfte 19./1. Viertel 20. Jahrhundert | D-7-79-129-5 Wikidata | BW             |
| Mandelholz, östlich des Ortes (Standort)       | Wegkapelle                         | rechteckiges Gehäuse mit Satteldach und stichbogiger Öffnung, 2. Hälfte 19./1. Viertel 20. Jahrhundert | D-7-79-129-6          | BW             |

### Hochfeld
| Lage                   | Objekt                                | Beschreibung | Akten-Nr.              | Bild           |
| ---------------------- | ------------------------------------- | --- | ---------------------- | -------------- |
| In Hochfeld (Standort) | Katholische Kapelle Mariä Himmelfahrt | Saalbau mit hohem Walmdach, dreiseitig geschlossenem Chor, Turm mit Oktogon und Zwiebelhaube südlich am Chor und Sakristeianbau am Chorscheitel, 1951 f.; mit Ausstattung | D-7-79-129-14 Wikidata | weitere Bilder |

### Natterholz
| Lage                                           | Objekt                                           | Beschreibung | Akten-Nr.              | Bild           |
| ---------------------------------------------- | ------------------------------------------------ | --- | ---------------------- | -------------- |
| Natterholz 1 (Standort)                        | Bauernhaus                                       | Mitterstallhaus in Jurabauweise mit Flachsatteldach und teils verputztem Fachwerk über Bruchsteinmauerwerk im Erdgeschoss am Wohnteil, 1. Viertel 19. Jahrhundert | D-7-79-129-9 Wikidata  | BW             |
| Natterholz 30 (Standort)                       | Katholische Filialkirche St. Johannes der Täufer | frühgotische Chorturmkirche, Saalbau mit eingezogenem Rechteckschor im Turm mit Satteldach, Sakristeianbau im Osten und offenem Vorzeichen im Westen, wohl 13. Jahrhundert, im 18. Jahrhundert barockisiert, Sakristeianbau und Vorzeichen 20. Jahrhundert mit Ausstattung; Friedhofsmauer, im nördlichen Teil 16./17. Jahrhundert, im 20. Jahrhundert im Süden erneuert und erweitert | D-7-79-129-8 Wikidata  | weitere Bilder |
| In Natterholz (nördlich der Kirche) (Standort) | Ziehbrunnen (sog. Galgenbrunnen)                 | rechteckige Einfassung des Brunnenschachts aus Bruchsteinen, 18./19. Jahrhundert, Ziehvorrichtung erneuert | D-7-79-129-10 Wikidata | BW             |

### Reichertswies
| Lage                       | Objekt                           | Beschreibung | Akten-Nr.              | Bild                             |
| -------------------------- | -------------------------------- | --- | ---------------------- | -------------------------------- |
| Reichertswies 5 (Standort) | Katholische Kapelle Sankt Ulrich | Gehäuse mit halbrundem Schluss, weit vorkragendem, auf gemauerten Stützen ruhendem Satteldach und gedrungenem Dachreiter mit Zwiebelhaube über der Vorhalle, 1939; mit Ausstattung | D-7-79-129-11 Wikidata | Katholische Kapelle Sankt Ulrich |

### Unterbuch
| Lage                    | Objekt                                 | Beschreibung | Akten-Nr.              | Bild |
| ----------------------- | -------------------------------------- | --- | ---------------------- | ---- |
| Unterbuch 5 (Standort)  | Stadel                                 | Satteldachbau mit verputztem Fachwerk über Bruchsteinmauerwerk und Taubenkobel, 2. Hälfte 19. Jahrhundert, mit späteren Erweiterungen                            | D-7-79-129-13 Wikidata | BW   |
| In Unterbuch (Standort) | Katholische Kapelle Hl. Dreifaltigkeit | Saalbau mit dreiseitigem Schluss, Walmdach und turmartigem oktogonalen Dachreiter mit Schweifhaube, 1922 an Stelle eines barocken Vorgängerbaus; mit Ausstattung | D-7-79-129-12 Wikidata | BW   |